# 게타이족

게타이 지역

게타이족(Getae)은 고대에 다뉴브강 하류에 살던 트라키아인 계통 부족이었다. 게타이라는 이름은 인근 지역에 흑해 식민지를 세우며 이들과 접촉하게 된 고대 그리스인들이 붙인 타칭(exonym)이다. 이 어근은 티라게타이, 티사게타이, 마사게타이 등 다른 민족명에도 들어간다. 이들은 서쪽으로 인접한 다키아인과 연관된 민족이었을 것으로 추정되나, 여전히 논쟁적인 부분이 있다.

## 같이 보기
- 다키아인
- 트라키아인
- 오드뤼사이 왕국